# Mathias Ruiz
Mathias Ruiz Vega (Kortrijksesteenweg, Bélgica, 20 de octubre de 2007) es un futbolista costarricense que juega como centrocampista en el Sporting F. C. de la Primera División de Costa Rica.

## Vida privada
Es hijo del exfutbolista icónico Bryan Ruiz. A pesar de que Mathias nació en Bélgica, disputó ligas menores en Costa Rica y fue criado en el país centroamericano.
Mathias participó en un partido amistoso de despedida de Bryan Ruiz, donde se dio a conocer en el ámbito costarricense con 15 años de edad, contra el equipo europeo del F. C. Twente la cual realizó una anotación al minuto 76, siendo este tanto, el empate del compromiso por el empate 2-2.